# (9484) Wanambi
(9484) Wanambi (4590 P-L) – planetoida z grupy pasa głównego asteroid okrążająca Słońce w ciągu 5,43 lat w średniej odległości 3,09 j.a. Odkryta 24 września 1960 roku.